# 星系天文學

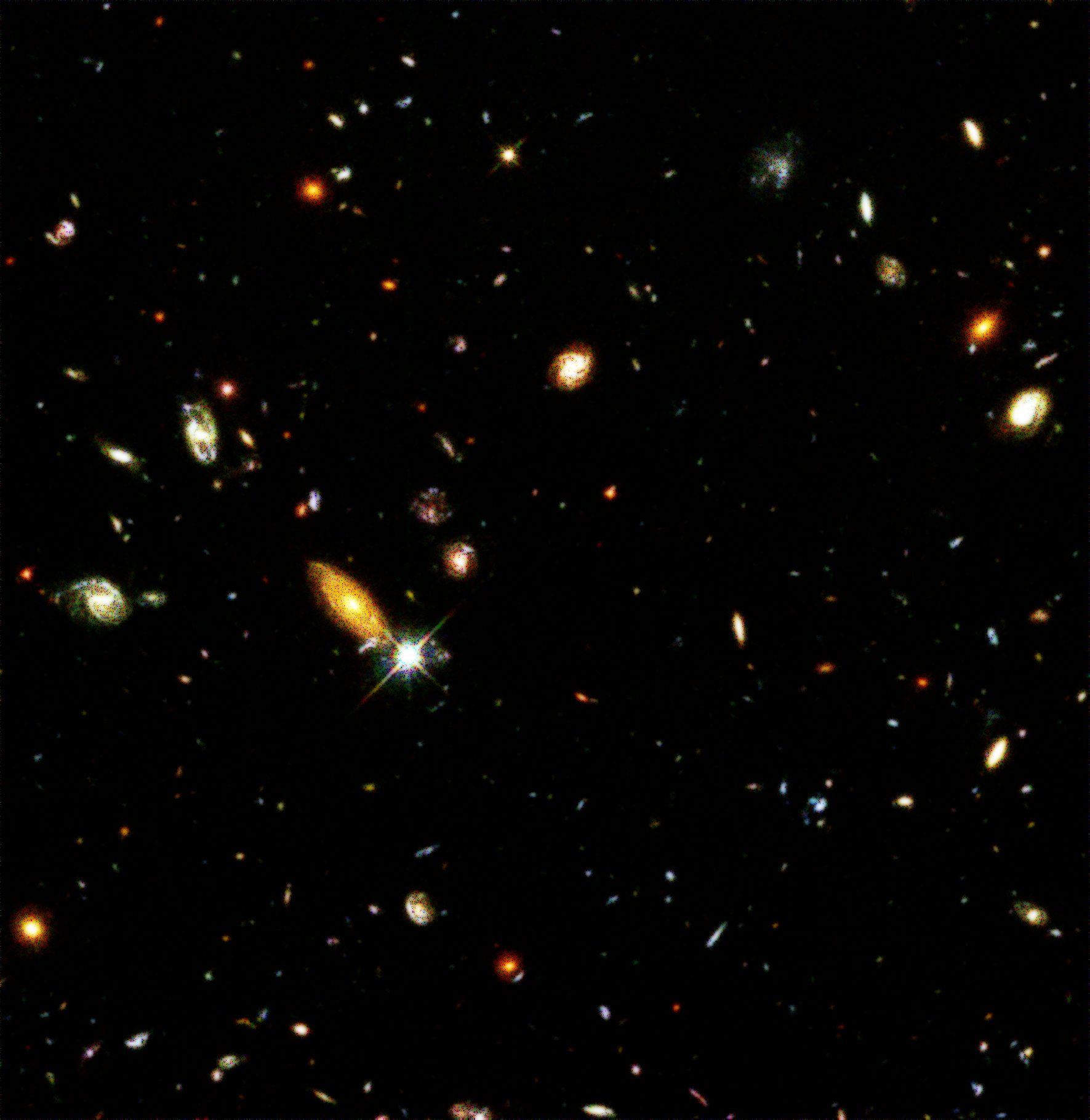
1995年哈勃深空拍攝的星系。

星系天文學，又稱河外星系天文學（英語：Extragalactic astronomy），是天文學的一個分支，研究的對象是我們的銀河系以外的星系——研究所有不屬於銀河系天文學（英語：Galactic astronomy）的天體。
當工作的儀器獲得改善，就可以更詳細的研究現在只能審視的遙遠天體，因此這個分支可以再細分為更有效的近銀河系外天文學和遠銀河系外天文學。前者的成員與對象包括星系、本星系群，距離近得可以詳細研究內部的超新星遗迹、星協。後者遠得只是可以測量的對象和只有最明亮的部份可以描述或研究。隨著儀器的改進，現在可以更詳細地檢查遙遠的物體，因此河外星系天文學包括幾乎可觀測宇宙邊緣的物體。
一些相關的主題如下：
- 星系集團
- 類星體
- 射电星系
- 超新星
- 星系際恆星
- 星系際塵埃[1]
- 星系際塵雲[1]